# Над законом (фильм, 1988)
«Над законом» — американский кинофильм 1988 года, полицейский боевик. Первый фильм в карьере Стивена Сигала. Был снят осенью 1987 года и вышел в прокат в 1988 году. 
Название фильма — фрагмент из речи президента Ричарда Никсона во время эскалации Вьетнамского конфликта (переросшего к тому моменту в Войну во Вьетнаме), в которой тот процитировал Авраама Линкольна, сказав, что в Соединённых Штатах «нет того, кто стоял бы над законом, и того, кто был бы под законом, тоже нет». Главный герой фильма строит свои действия, отталкиваясь от этого философского постулата.

## Сюжет
Нико Тоскани (Стивен Сигал) — молодой американец итальянского происхождения, увлечённый японской культурой, отправляется в Японию для изучения айкидо. 
К своему совершеннолетию он становится признанным мастером. 
К тому времени уже полным ходом идёт Вьетнамская война, и его, неопытного в житейских делах молодого человека, вербует ЦРУ. Обработав патриотической провоенной пропагандой, парня в составе спецотряда ЦРУ отправляют на Вьетнамо-Камбоджийскую границу. 
Во время одной из встреч с агентурой Нико становится свидетелем методик, при помощи которых дружественные агенты, оплачиваемые ЦРУ, «крышуют» перевозку опиума из стран золотого треугольника. Нельсон Фокс намекает, что у этих ребят имеется "дополнительный доход". Они жестоко расправляются с теми из лаосских партизан, кто посмел нарушить график поставок. Перед глазами Тоскани открывается страшная правда войны в Лаосе — американцы там вовсе не для того чтобы кому-либо помогать, они там для того чтобы обеспечить нормальную работу международной опиумной торговли. Так, Нико наблюдает как начальник местной агентурной сети, некто Курт Зэ́гон (Генри Сильва), собирается боевым ножом отрезать ногу своему же агенту, чтобы другим неповадно было «воровать его героин». Нико не даёт ему этого сделать, за что чуть сам не становится мишенью беспринципных ЦРУшников. Его спасает его же бывший вербовщик, агент Нельсон Фокс (Челси Росс), с которым они к этому моменту сдружились. Нельсон прикрывает его бегство, держа под прицелом разъярённых коллег и переводя их гнев на себя.
Нико возвращается в Штаты и устраивается на работу в чикагскую полицию. Он обзаводится семьёй, у него красивая жена (Шэрон Стоун). У пары рождается сын. Жизнь семьи Тоскани протекает в тихом русле, до тех пор, пока в ходе одной из операций по задержанию американских наркоторговцев во время заключения сделки, Нико не натыкается на пластид, по маркировке которого явно следует, что он из арсенала его бывших коллег, что уже тогда заставляет Нико призадуматься. 
Загадочным образом этот пластид позже исчезает со склада полицейского конфиската, а главного подозреваемого, вместе с сообщником, отпускают в тот же вечер, после звонка из штаб-квартиры ЦРУ — оказывается что он их внештатный сотрудник. 
Войны США временно закончились, и Нико становится ясно, что его бывшие коллеги тоже вернулись домой и теперь пытаются насадить те же порядки в самих Штатах…

## В ролях
| Актёр                | Роль                                        |
| -------------------- | ------------------------------------------- |
| Стивен Сигал         | сержант Николо "Нико" Тоскани главный герой |
| Пэм Гриер            | детектив Делорес "Джекс" Джексон            |
| Шэрон Стоун          | Сара Тоскани жена Нико                      |
| Даниэль Фаральдо     | Тони Сальвано                               |
| Рон Дин              | детектив Лукич                              |
| Джек Уоллес          | дядя Бранка                                 |
| Челси Росс           | Нельсон Фокс                                |
| Джо Греко            | святой отец Джозеф Дженнаро                 |
| Генри Сильва         | агент ЦРУ Курт Зегон                        |
| Грегори Алан Уильямс | агент ФБР Халлоран                          |
| Джон Си Райли        | бандит в баре                               |

## Создание
Вернувшись в Соединённые Штаты из Японии, Сигал открыл собственное додзё айкидо в долине Сан-Фернандо, северном пригороде Лос-Анджелеса. Одним из его учеников был Майкл Овиц, киноагент, который верил в то, что может сделать кинозвездой кого угодно. Он предложил Сигалу главную роль в «Над законом», открыв ему таким образом путь в Голливуд.
Съёмки проходили в Калифорнии, в Чикаго и на Гавайях, с бюджетом в семь с половиной миллионов долларов.

## Критика
Кинокритики приняли актёрский дебют Сигала довольно прохладно, но отметили при этом, что у него есть потенциал в кинобизнесе. На агрегаторе рецензий Rotten Tomatoes фильм имеет 53% свежести по оценкам критиков и 48% по оценкам зрителей.
Роджер Эберт из Chicago Sun-Times заявил: «В нем на 50 процентов больше сюжета, чем нужно, но это позволяет ему развиваться в областях, которые обычно не освещаются в боевиках». В отрицательном обзоре Хэл Хинсон из Washington Post раскритиковал его как «крайне неоригинальный»." В другом негативном обзоре историк кино Леонард Малтин охарактеризовал картину как «... изящный, но глупый боевик; игра Сигала делает Чака Норриса похожим на Лоуренса Оливье»."